# Valetić
 Valetić  falu Horvátországban Zágráb megyében. Közigazgatásilag Rakovechez tartozik.

## Fekvése
Zágrábtól 32 km-re, községközpontjától 4 km-re északkeletre, a megye északkeleti részén fekszik.

## Története
A falunak 1857-ben 86, 1910-ben 145 lakosa volt. Trianonig Belovár-Kőrös vármegye Kőrösi járásához tartozott. 2001-ben 55 lakosa volt.

## Lakosság
| Lakosság változása | Lakosság változása | Lakosság változása | Lakosság változása | Lakosság változása | Lakosság változása | Lakosság változása | Lakosság változása | Lakosság változása | Lakosság változása | Lakosság változása | Lakosság változása | Lakosság változása | Lakosság változása | Lakosság változása |
| ------------------ | ------------------ | ------------------ | ------------------ | ------------------ | ------------------ | ------------------ | ------------------ | ------------------ | ------------------ | ------------------ | ------------------ | ------------------ | ------------------ | ------------------ |
| 1857               | 1869               | 1880               | 1890               | 1900               | 1910               | 1921               | 1931               | 1948               | 1953               | 1961               | 1971               | 1981               | 1991               | 2001               |
| 86                 | 77                 | 94                 | 102                | 117                | 145                | 141                | 179                | 197                | 183                | 159                | 120                | 92                 | 69                 | 55                 |

## Külső hivatkozások
Rakovec község hivatalos oldala